# Bắc Kạn (tỉnh)
Bắc Kạn là một tỉnh cũ thuộc vùng Đông Bắc Bộ, Việt Nam.
Bắc Kạn có tỉnh lỵ là thành phố Bắc Kạn, cách thủ đô Hà Nội 162 km. Năm 2018, Bắc Kạn là đơn vị hành chính Việt Nam đông thứ 63 về số dân, xếp thứ 63 về Tổng sản phẩm trên địa bàn (GRDP), xếp thứ 60 về GRDP bình quân đầu người, đứng thứ 61 về tốc độ tăng trưởng GRDP. Với 327.900 người dân, GRDP đạt 9.765 tỉ đồng (tương ứng với 0,4272 tỉ USD), GRDP bình quân đầu người đạt 30 triệu đồng (tương ứng với 1.303 USD), tốc độ tăng trưởng GRDP đạt 6,20%.
Ngày 12 tháng 6 năm 2025, Quốc hội thông qua Nghị quyết số 202/2025/QH15 về việc sắp xếp đơn vị hành chính cấp  tỉnh năm 2025, theo đó tỉnh được giải thể để sáp nhập vào tỉnh Thái Nguyên.

## Tên gọi
Theo Nghị quyết của Quốc hội nước Cộng hòa Xã hội Chủ nghĩa Việt Nam Khoá IX, kỳ họp thứ 10 thông qua ngày 6 tháng 11 năm 1996, đã ghi rõ: “Chia tỉnh Bắc Thái thành hai tỉnh là tỉnh Bắc Kạn và tỉnh Thái Nguyên...” Tuy nhiên nhiều người vẫn viết tên tỉnh là Bắc Cạn, do đó TTXVN đã chính thức thông báo đến các cơ quan, ban ngành Trung ương và địa phương trong cả nước dùng thống nhất tên tỉnh Bắc Kạn, không dùng chữ “C” khi viết chữ “Kạn”. Tên gọi Bắc Kạn được coi là chính thức và có con dấu khắc chữ "Bắc Kạn" để chỉ đơn vị tỉnh. Tên có nguồn gốc từ từ Hán - Việt "Bắc Cản" (Hán tự: 北扞，theo tấm bia tại hòn Bà Góa, hồ Ba Bể, khắc thời Khải Định), đã được Tày - Nùng hóa thành "Bắc Cạn". Tuy nhiên, nguồn gốc của từ Bắc Kạn hay Bắc Cản được cho là từ Pác Kản trong tiếng Tày - Nùng, hiện không còn rõ nghĩa.
Ngoài ra theo một số tài liệu, tên gọi Bắc Kạn được bắt nguồn từ "pác cạm" trong tiếng Tày có nghĩa là "cửa ngõ" thông đi các tỉnh phía Bắc hoặc "pác cáp" - nơi giao nhau giữa các dòng chảy.

## Địa lý
Bắc Kạn là một tỉnh miền núi cao, địa hình bị chi phối bởi những dãy núi vòng cung quay lưng về phía đông xen lẫn với những thung lũng, có vị trí địa lý:
- Phía bắc giáp tỉnh Cao Bằng
- Phía đông giáp tỉnh Lạng Sơn
- Phía nam giáp tỉnh Thái Nguyên
- Phía tây giáp tỉnh Tuyên Quang.

#### Các điểm cực của tỉnh Bắc Kạn:
- Điểm cực bắc tại: xã Bằng Thành, huyện Pác Nặm.
- Điểm cực đông tại: xã Cường Lợi, huyện Na Rì.
- Điểm cực tây tại: xã Yên Thịnh, huyện Chợ Đồn.
- Điểm cực nam tại: xã Quảng Chu, huyện Chợ Mới.

Bắc Kạn có thể phân thành 3 vùng như sau:
- Vùng phía Tây và Tây Bắc: bao gồm các mạch núi thuộc khu vực huyện Chợ Đồn, Pác Nặm, Ba Bể chạy theo hướng vòng cung Tây Bắc – Đông Nam, định ra hướng của hệ thống dòng chảy lưu vực sông Cầu. Dãy núi cao nhất là Phja Bjoóc với độ cao 1.578 m.
- Vùng phía Đông và Đông Bắc: hệ thống núi thuộc cánh cung Ngân Sơn chạy theo hướng Bắc - Nam, mở rộng thung lũng về phía Đông Bắc.
- Vùng trung tâm: vùng địa hình thấp, kẹp giữa một bên là dãy núi cao thuộc cánh cung sông Gâm ở phía Tây, với một bên là cánh cung Ngân Sơn ở phía Đông.

Diện tích đất tự nhiên của tỉnh là 4.859 km², dân số năm 2019 là 313.905 người, gồm 7 dân tộc (Tày, Nùng, Kinh, Dao, H'Mông, Hoa và Sán Chay) sinh sống, trong đó dân tộc thiểu số chiếm hơn 80%, khu vực thành thị chiếm 24,31%, khu vực nông thôn là 75,69%. Đây cũng là tỉnh ít dân nhất Việt Nam với 318.000 dân.
Tính đến ngày 1 tháng 4 năm 2019, toàn tỉnh có 4 tôn giáo khác nhau đạt 25,156 người, nhiều nhất là đạo Tin Lành có 23.110 người, tiếp theo là Công giáo đạt 550 người, Phật giáo có 520 người và Tịnh độ cư sĩ Phật hội Việt Nam có ba người.

## Lịch sử
Thời Văn Lang, thuộc bộ Vũ Định.
Thời Tiền Lê - Lý, Bắc Kạn thuộc phủ Phú Lương, các châu nhỏ được nhắc tới: Thượng Nguyên (Việt sử lược), Vũ Lặc (Dư địa chí). Đại Nam nhất thống chí còn đề cập đến Vĩnh Thông và Cảm Hoá.
Thời Trần - Hồ, trấn Thái Nguyên, huyện Vĩnh Thông và Cảm Hoá.
Từ thời Lê, Bắc Kạn tương đương với phủ Thông Hoá, thừa tuyên Thái Nguyên. Trong phủ có châu Bạch Thông và châu Cảm Hoá.
Thời Nguyễn, thuộc tỉnh Thái Nguyên. Ngày 11/04/1900, thực dân Pháp tách phủ Thông Hoá từ tỉnh Thái Nguyên, thành lập tỉnh Bắc Kạn. Đến năm 1913, tỉnh có 5 châu là Bạch Thông, Chợ Rã, Chợ Đồn, Na Rì, Ngân Sơn.
Năm 1890, chính quyền bảo hộ của thực dân Pháp chia tỉnh Thái Nguyên (cũ) thành 2 tỉnh Thái Nguyên và Bắc Kạn.
Năm 1965, Chính phủ Việt Nam Dân chủ Cộng hòa ban hành quyết định sáp nhập 2 tỉnh Thái Nguyên và Bắc Kạn thành tỉnh Bắc Thái, gồm thành phố Thái Nguyên, thị xã Bắc Kạn và 12 huyện: Bạch Thông, Chợ Đồn, Chợ Rã, Đại Từ, Định Hóa, Đồng Hỷ, Na Rì, Ngân Sơn, Phổ Yên, Phú Bình, Phú Lương, Võ Nhai.
Ngày 14 tháng 4 năm 1967, chuyển thị xã Bắc Kạn thành thị trấn Bắc Kạn thuộc huyện Bạch Thông.
Ngày 28 tháng 12 năm 1978, chuyển 2 huyện Ngân Sơn, Chợ Rã về tỉnh Cao Bằng vừa được tái lập quản lý.
Ngày 6 tháng 11 năm 1984, huyện Chợ Rã (khi đó thuộc tỉnh Cao Bằng) đổi tên thành huyện Ba Bể.
Ngày 16 tháng 7 năm 1990, tái lập thị xã Bắc Kạn từ huyện Bạch Thông.
Ngày 6 tháng 11 năm 1996, tại kỳ họp thứ 10, Quốc hội khóa IX ra nghị quyết chia tỉnh Bắc Thái để tái lập tỉnh Bắc Kạn và tỉnh Thái Nguyên . Đồng thời, chuyển 2 huyện Ngân Sơn, Ba Bể của tỉnh Cao Bằng trở về tỉnh Bắc Kạn. Tỉnh Bắc Kạn có thị xã Bắc Kạn và 5 huyện: Ba Bể, Bạch Thông, Chợ Đồn, Na Rì, Ngân Sơn.
Ngày 6 tháng 7 năm 1998, chia huyện Bạch Thông thành 2 huyện: Bạch Thông và Chợ Mới.
Ngày 28 tháng 5 năm 2003, chia huyện Ba Bể thành 2 huyện: Ba Bể và Pác Nặm.
Ngày 11 tháng 3 năm 2015, chuyển thị xã Bắc Kạn thành thành phố Bắc Kạn. Từ đó, tỉnh Bắc Kạn có 1 thành phố và 7 huyện.
Ngày 12 tháng 6 năm 2025, Quốc hội ban hành Nghị quyết số 202/2025/QH15 về việc sắp xếp đơn vị hành chính cấp tỉnh (nghị quyết có hiệu lực từ ngày 01 tháng 7 năm 2025). Theo đó, sáp nhập tỉnh Bắc Kạn vào tỉnh Thái Nguyên.

## Hành chính
Tỉnh Bắc Kạn có 8 đơn vị hành chính cấp huyện, bao gồm 1 thành phố và 7 huyện, được phân chia thành 108 đơn vị hành chính cấp xã gồm có 6 phường, 7 thị trấn và 95 xã.
| Tên           | Dân số (người)2019 | Hành chính        |
| ------------- | ------------------ | ----------------- |
| Thành phố (1) |                    |                   |
| Bắc Kạn       | 45.036             | 6 phường, 2 xã    |
| Huyện (7)     |                    |                   |
| Ba Bể         | 48.325             | 1 thị trấn, 14 xã |
| Bạch Thông    | 31.061             | 1 thị trấn, 13 xã |

| Tên      | Dân số (người)2019 | Hành chính        |
| -------- | ------------------ | ----------------- |
| Chợ Đồn  | 49.554             | 1 thị trấn, 19 xã |
| Chợ Mới  | 38.958             | 1 thị trấn, 13 xã |
| Na Rì    | 38.263             | 1 thị trấn, 16 xã |
| Ngân Sơn | 29.269             | 2 thị trấn, 8 xã  |
| Pác Nặm  | 33.439             | 10 xã             |

## Kinh tế
Bắc Kạn, một tỉnh vùng núi cao với địa hình phức tạp và kinh tế chưa phát triển, đã có những bước tiến đáng kể trong những năm gần đây. Năm 2011, tỉnh đạt các chỉ tiêu kinh tế sau: Tổng giá trị gia tăng ước đạt 1.477.155 triệu đồng, tăng 13% so với năm trước, trong đó khu vực nông lâm ngư nghiệp đạt 551.839 triệu đồng, khu vực công nghiệp - xây dựng đạt 298.426 triệu đồng, và khu vực dịch vụ đạt 626.890 triệu đồng. Thu nhập bình quân đầu người đạt 14,6 triệu đồng, tăng 2,7 triệu đồng so với năm trước.
Cơ cấu kinh tế của tỉnh Bắc Kạn gồm: khu vực nông lâm nghiệp chiếm 42%, khu vực công nghiệp - xây dựng cơ bản chiếm 14,2%, và khu vực dịch vụ chiếm 43,8%. So với năm trước, khu vực nông lâm nghiệp tăng 3,5%, khu vực công nghiệp - xây dựng giảm 3%, và khu vực dịch vụ tăng 0,4%. Tỉnh đã hoàn thành chương trình hỗ trợ nhà ở cho hộ nghèo theo quyết định của Chính phủ. Trong hơn 2 năm triển khai, đã xây dựng 2.601/2.629 nhà cho hộ nghèo. Bắc Kạn có tiềm năng phát triển ngành công nghiệp khai thác, chế biến khoáng sản, vật liệu xây dựng, nông lâm nghiệp và du lịch.
Trong bảng xếp hạng về Chỉ số năng lực cạnh tranh cấp tỉnh của Việt Nam năm 2020, tỉnh Bắc Kạn xếp ở vị trí thứ 59/63 tỉnh thành.

## Du lịch

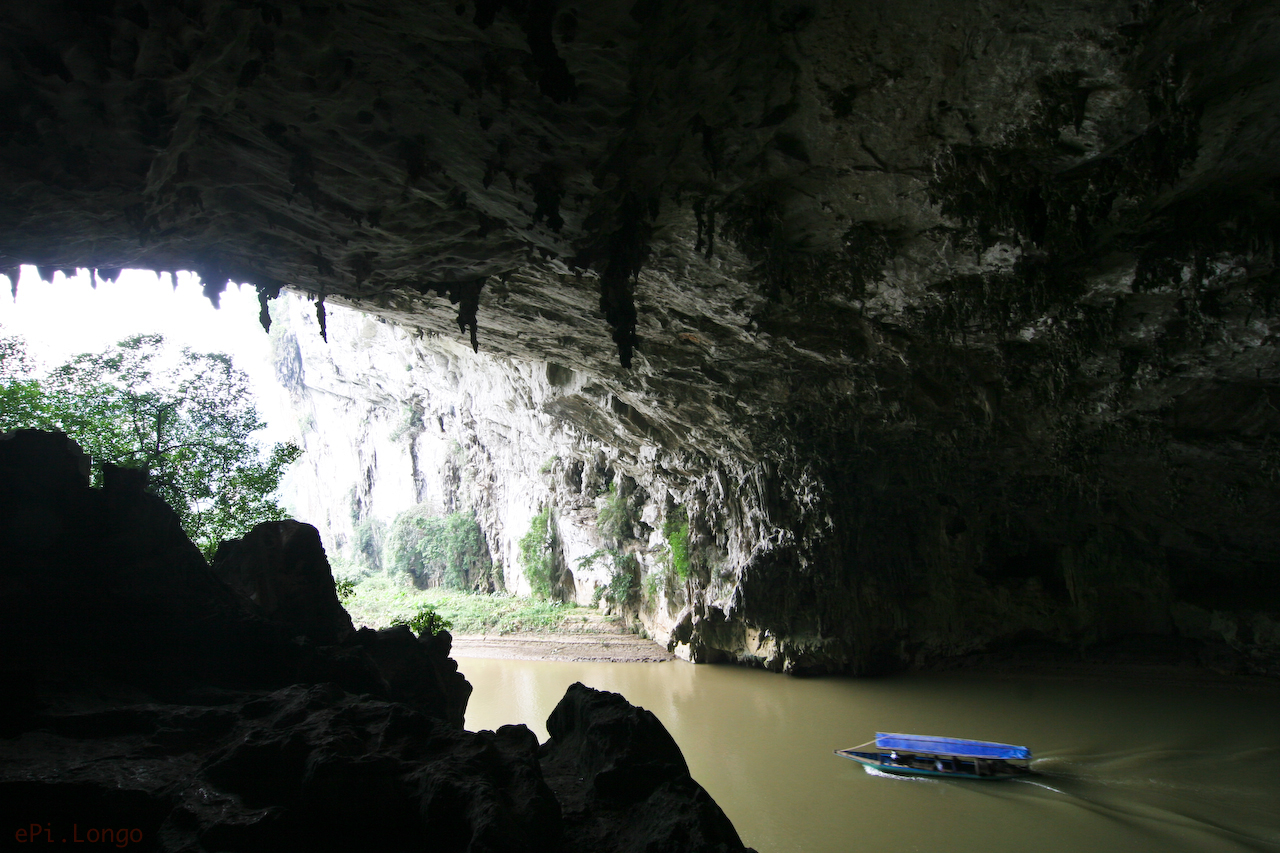
Động Puông ở Hồ Ba Bể

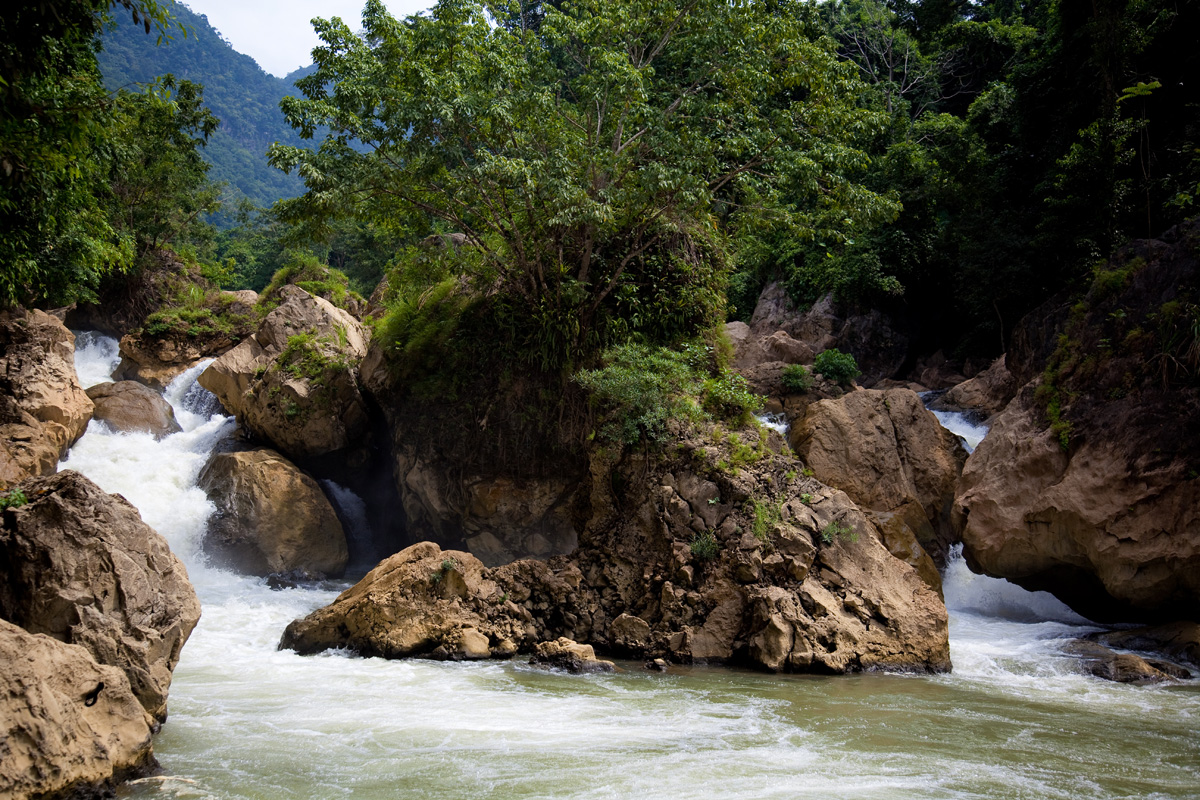
Thác Đầu Đẳng trên sông Năng
thuộc Vườn quốc gia Ba Bể

Bắc Kạn là tỉnh giàu tiềm năng du lịch bởi sự phong phú của tài nguyên, khoáng sản và nền văn hoá đậm đà bản sắc dân tộc miền núi Đông Bắc Việt Nam.
- Hồ Ba Bể là danh thắng thiên nhiên được công nhận là Di tích lịch sử văn hoá Quốc gia năm 1996. Năm 2011 được UNESCO công nhận Ba Bể là khu Ramsar - Đây là khu bảo tồn đất ngập nước có tầm quan trọng của thế giới và là một trong 20 hồ nước ngọt đẹp nhất thế giới. Hội xuân Ba Bể được tổ chức vào tháng giêng âm lịch hàng năm.
- Căn cứ địa cách mạng ATK Chợ Đồn: Một trong những khu căn cứ của Chủ tịch Hồ Chí Minh và các cán bộ cấp cao của Đảng Cộng sản Việt Nam trong kháng chiến chống thực dân Pháp.
- Di tích lịch sử Pò Két: thuộc xã Văn Học, huyện Na Rì là một căn cứ cách mạng nơi Phùng Chí Kiên và nhiều nhà hoạt động cách mạng của Đảng dừng chân, suốt từ La Hiên, Văn Học đến Ngân Sơn thời kỳ 1931 đến năm 1941.
- Di tích hầm bí mật Dốc Tiệm và Hội trường chữ U: thuộc phường Phùng Chí Kiên, thành phố Bắc Kạn. Cố tổng bí thư Trường Chinh nhờ hầm bí mật này đã thoát hiểm vào năm 1947 trên đường đi công tác tại Bắc Kạn.
- Chùa Thạch Long: nằm bên trong một hang núi đá vôi thuộc xã Cao Kỳ, huyện Chợ Mới. Hang có kết cấu hai tầng thông với nhau gọi là tầng Thiên và tầng Âm. Thời kỳ kháng chiến chống thực dân Pháp, quân đội ta đã sử dụng nơi này làm xưởng sản xuất binh khí.
- Thác Roọm thuộc xã Quang Thuận, huyện Bạch Thông. Gồm một quần thể bãi đá, sông núi thơ mộng. Thác là nơi con sông Cầu bị chặn bởi bãi đá lô nhô chạy dài chừng một kilomet. Rất thích hợp với loại hình giải trí, phượt, leo núi, cắm trại và trải nghiệm...
- Khu di tích lịch sử Nà Tu, xã Cẩm Giàng, huyện Bạch Thông nơi Hồ Chí Minh đã tặng lực lượng thanh niên xung phong 4 câu thơ vào năm 1951: "Không có việc gì khó/Chỉ sợ lòng không bền/Đào núi và lấp biển/Quyết chí ắt làm nên".
- Ngoài ra phải kể đến những danh thắng nổi tiếng như: động Puông, động Hua Mạ, động Nàng Tiên, Phya Khao, thác Nà Đăng, động Nả Phoòng, động Ba Cửa, hang Sơn Dương, khu bảo tồn thiên nhiên Kim Hỷ.

## Giao thông
Trên địa bàn tỉnh có tuyến Quốc lộ 3, Quốc lộ 3B, Quốc lộ 279, quy hoạch đường tỉnh 258 thành QL 3C. Ngoài ra còn các tỉnh lộ 245, 254, 255, 256, 257, 258, 258B, 259. Hiện đã dưa vào sử dụng đường Quốc lộ 3 mới (tiền cao tốc - tốc độ cao Thái Nguyên - Chợ Mới, trong giai đoạn 2023 - 2025 hoàn thành đường tốc độ cao Chợ Mới - thành phố Bắc Kạn, giai đoạn 2025 - 2030 nối với Đường cao tốc Hà Nội - Thái Nguyên thành cao tốc Hà Nội - Thái Nguyên - Chợ Mới - thành phố Bắc Kạn), giúp giảm lưu lượng xe và thời gian di chuyển so với quốc lộ 3 cũ. Đường thủy có sông Cầu chảy qua.

## Hình ảnh

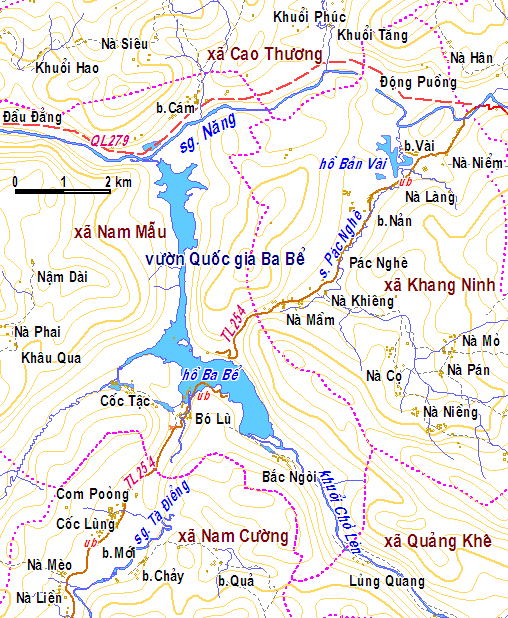
Bản đồ khu vực Vườn Quốc gia Ba Bể
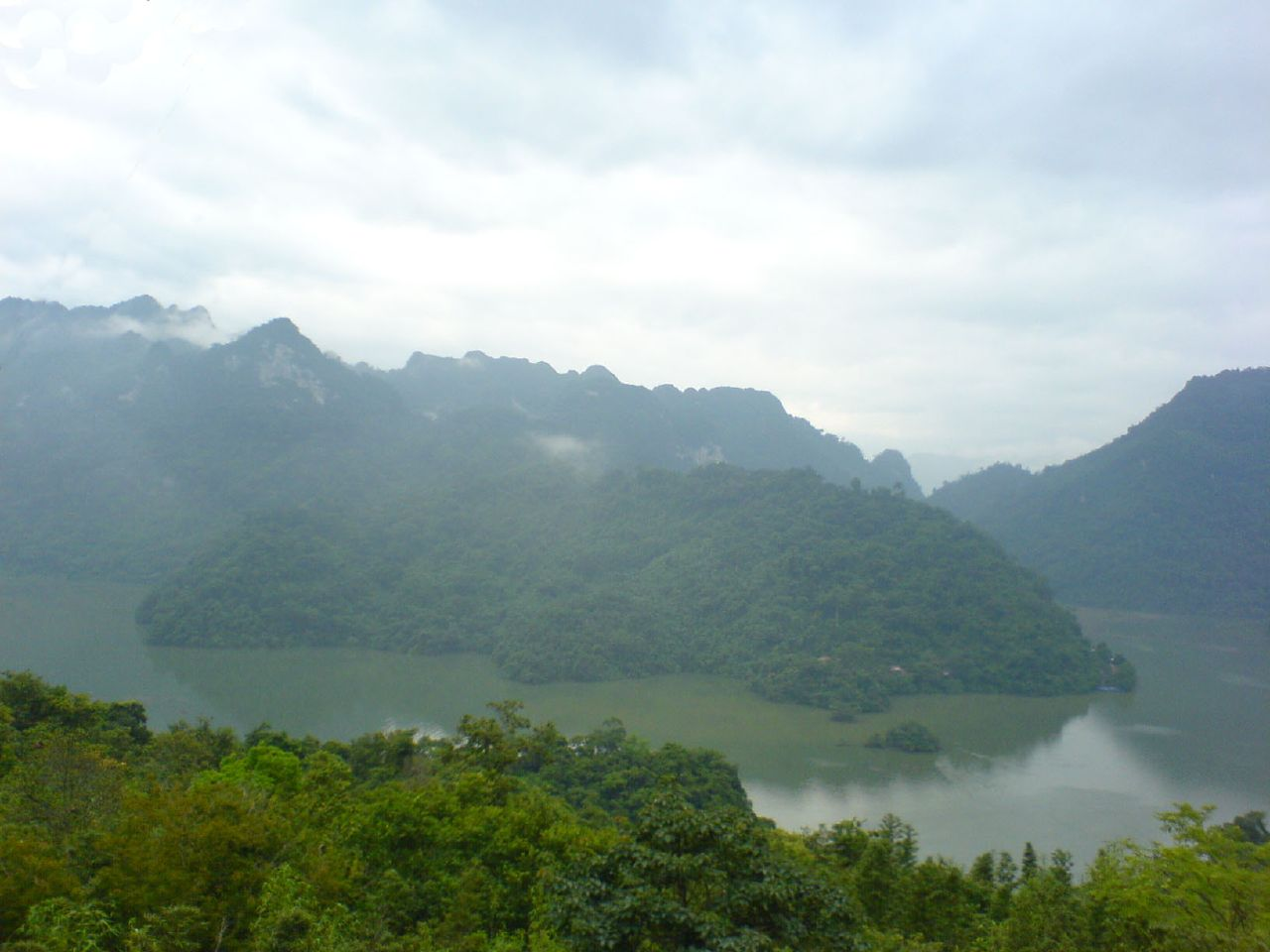
Đảo nhỏ ở hồ Ba Bể
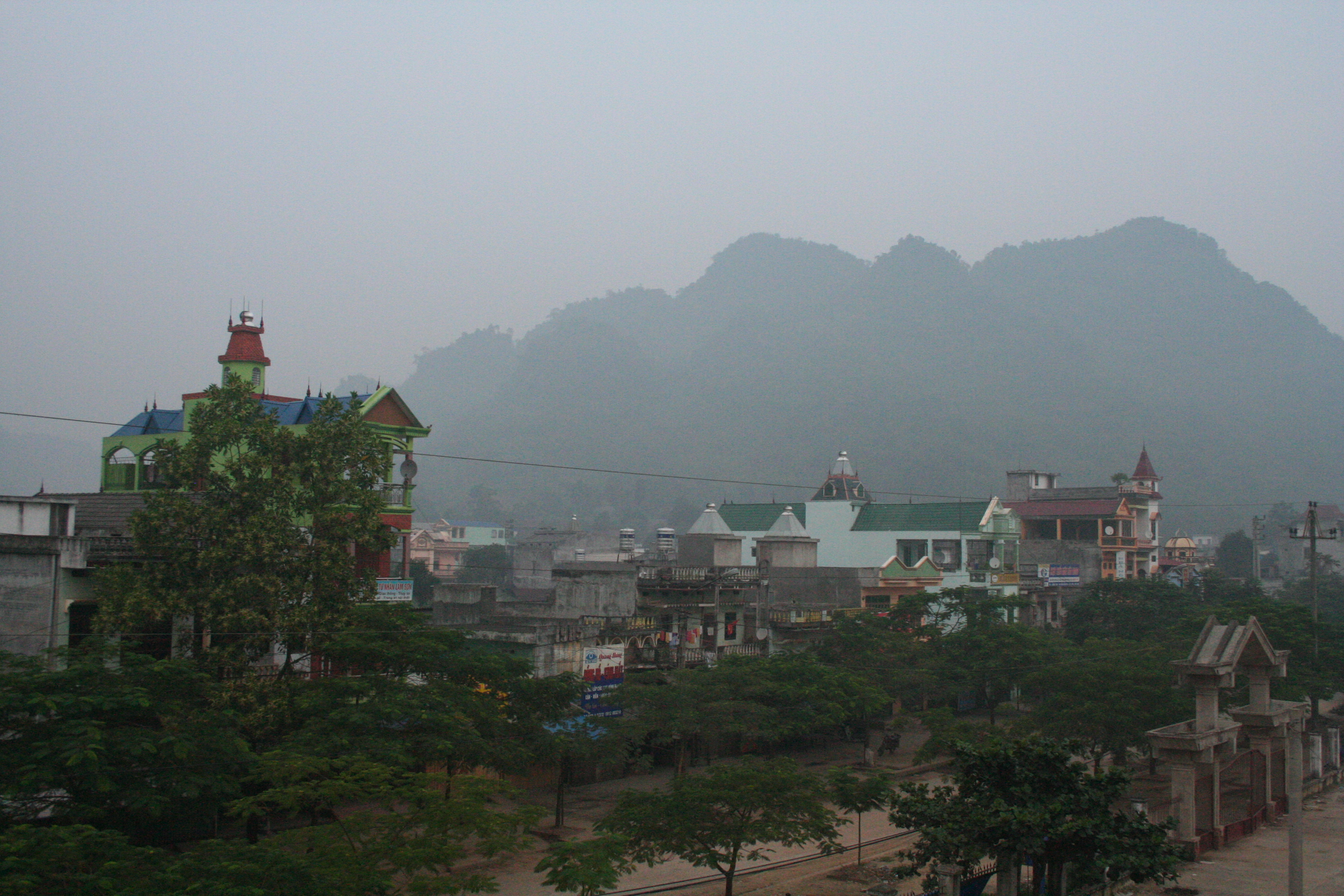
Thị trấn Bằng Lũng Chợ Đồn, Bắc Kạn
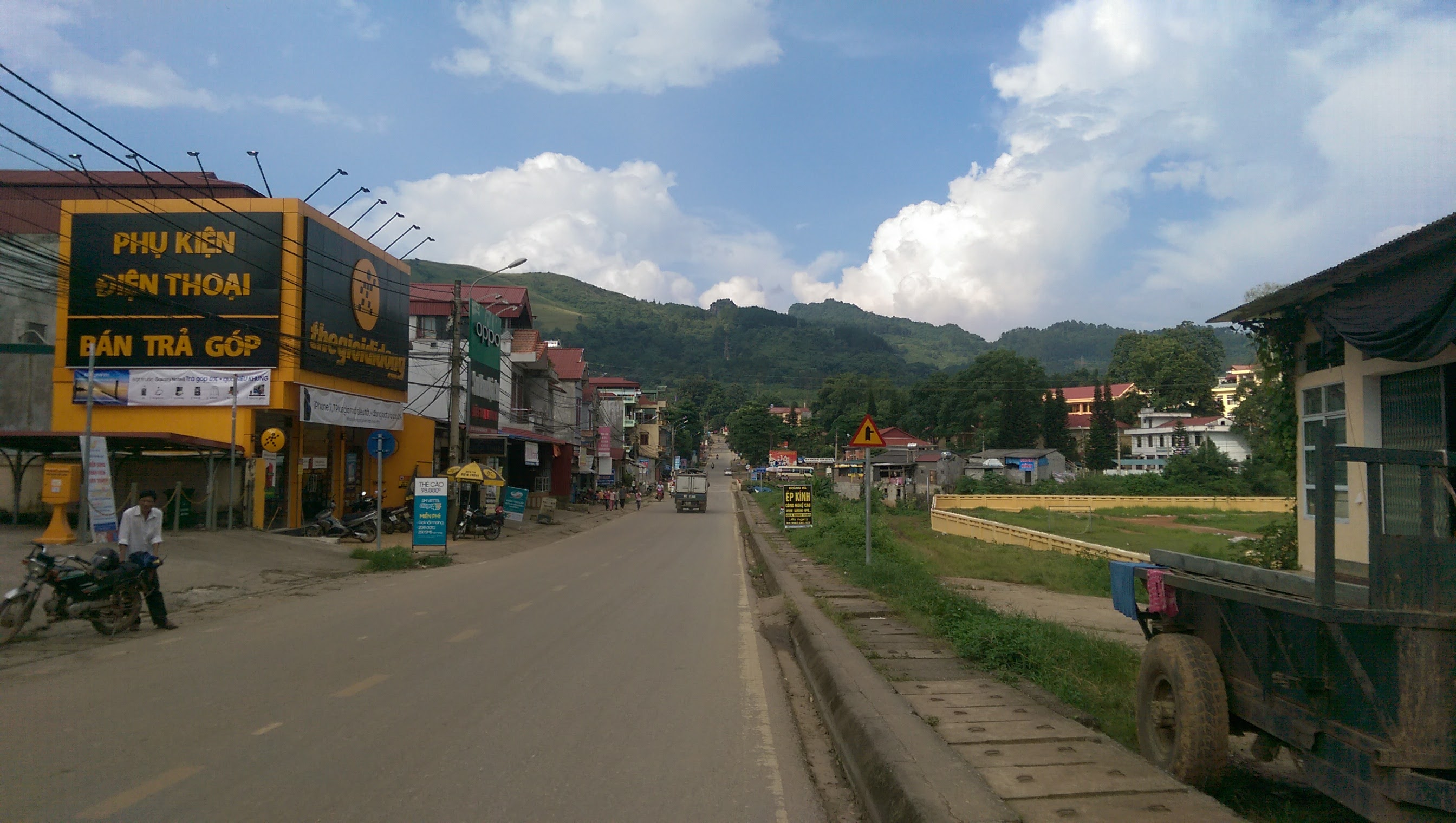
Xã Vân Tùng Ngân Sơn, Bắc Kạn
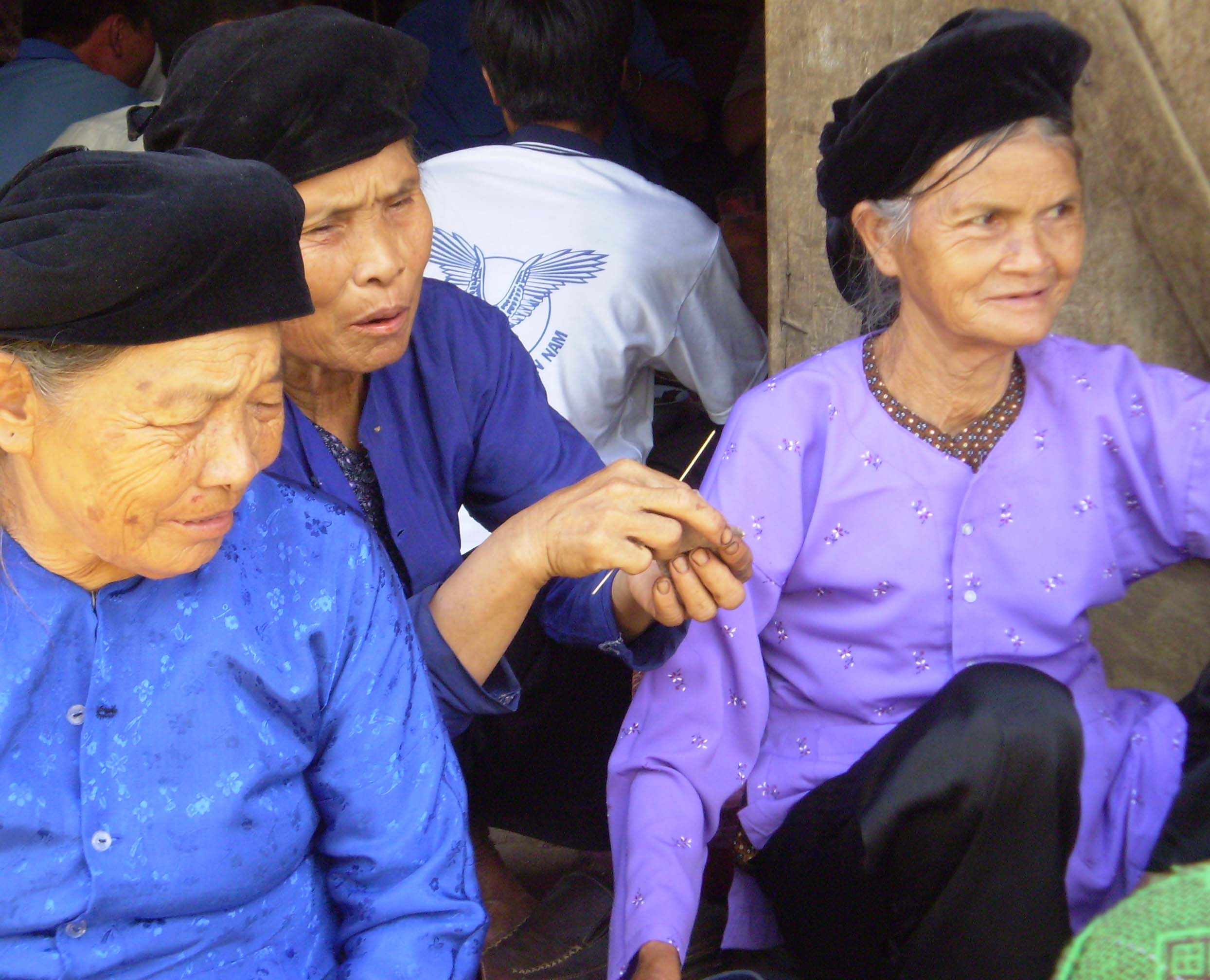
Phụ nữ Dân tộc Tày
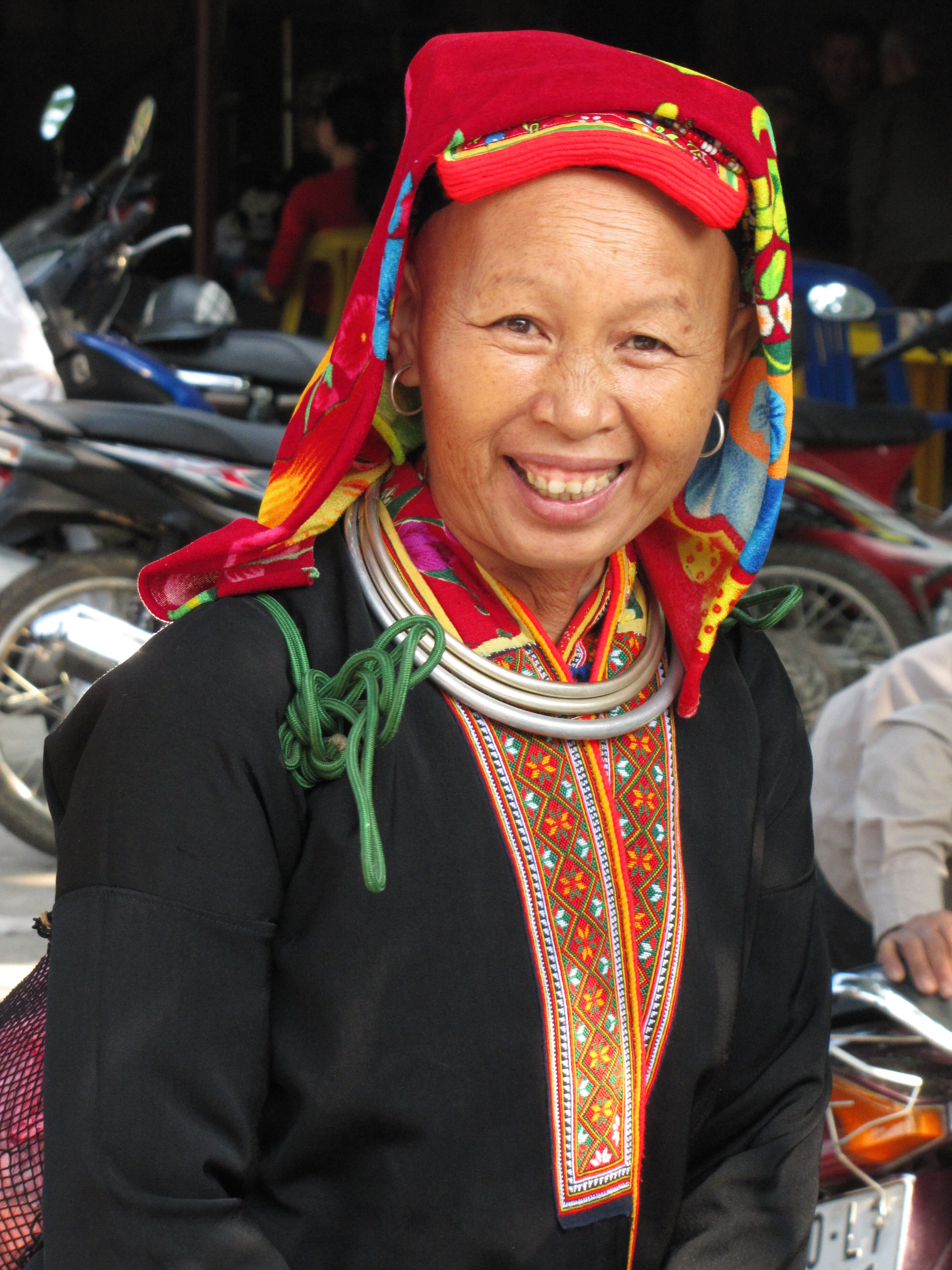
Phụ nữ dân tộc Dao